# Vågmästare
För rollen inom politik, se Vågmästare (politik).
Vågmästare var en person som förestod en allmän våg och svarade för vägningens riktighet. Ordet är känt sedan 1500-talet. 
Enligt K. M:ts förordning om Järnvräkeriet 1671 skulle vågmästarna (även kallade vägare eller i Stockholm, övervägare, som där hade undervägare som biträde), tillsättas av Bergskollegium. Vid de mindre orterna fungerade vågmästarna även som järnvräkare, som hade att kontrollera kvaliteten på järnet. Även vid de allmänna stadsvågarna fanns vågmästare. Fram till 1887 skulle en vågmästare vara edsvuren. För att få väga sina varor på stadsvågen fick man betala en vågpenning. Vågmästaren erhöll en del av denna avgift som provision.